# Poul Heegaard
  Poul Heegaard    (Copenhaguen, 2 de novembre de 1871 - Oslo, 7 de febrer de 1948) va ser un matemàtic danès.

## Vida i obra
Heegaard era fill d'un professor de filosofia, però el seu pare va morir quan encara no havia fet els tretze anys, deixant la família en situació financera compromesa, cosa que va obligar el jove Heegaard a col·laborar en els ingressos familiars donant classes particulars i fent altres tasques docents. des de 1883 fins a 1889 va fer els estudis secundaris a la Metropolitanskolen de Copenhaguen, i el 1889, va ingressar a la universitat de Copenhaguen en la qual es va graduar en matemàtiques i astronomia el 1893. Els seus professors més destacats van ser Zeuthen, Petersen i Thiele. Durant aquests anys també va treballar classificant documents a la Polyteknisk Læreanstalt (universitat tècnica).
El curs 1893-4 va ampliar estudis a les universitats de París i Göttingen. Els anys següents va estar preparant el doctorat, mentre feia de professor a diversos instituts de secundària i algunes tutories a la universitat tècnica. Això li va permetre obtenir recursos economics suficients per casar-se el 1896.
En la seva ambiciosa tesi de 1898, va introduir el concepte de descomposició de Heegaard d'una 3-varietat, criticant el teorema de dualitat d'Henri Poincaré, i que el propi Poincaré va acceptar, reconeixent els seus errors. La seva tesi, malgrat estar escrita en danès, va tenir una molt ràpida difusió.
Els dotze anys següents va ser professor de diverses acadèmies navals i militars de Copenhaguen amb jornades laborals esgotadores. Tot i així, el 1907, va publicar, juntament amb Max Dehn, un article per la Encyclopädie der Mathematischen Wissenschaften dirigida per Felix Klein, en el que s'establia per primera vegada un teorema de classificació de les superfícies orientables i no-orientables. També durant els primers anys del segle XX es va dedicar a escriure articles divulgatius d'astronomia que van resultar molt populars i es van traduir al suec i l'alemany.
El 1910 va ser nomenat professor de la universitat de Copenhaguen, substituint el seu mestre Zeuthen. Va tornar les penúries econòmiques, tot i que continuava fent classes fora de la universitat. El 1917, per motius no gaire clars, però que podien estar relacionats amb la contractació d'Harald Bohr, va dimitir del seu càrrec i va passar a la universitat d'Oslo, en la qual va romandre fins a la seva jubilació el 1941. A Oslo va ser molt actiu en la creació de la Societat Matemàtica Noruega, la qual va presidir entre 1929 i 1934, i en l'edició de la revista de la societat des de 1919.
Acabada la Primera Guerra Mundial, va col·laborar amb Friedrich Engel en l'edició de les obres escollides de Sophus Lie en sis volums que es van publicar entre 1921 i 1937.